# Lliga de Guinea Bissau de futbol
La lliga de Guinea Bissau de futbol (Campeonato Nacional da Guiné-Bissau) és la màxima competició futbolística de Guinea Bissau. Fou creada l'any 1975.

## Clubs participants temporada 2016
- CF Os Balantas (Mansôa)
- Cuntum FC (Cuntum)
- Estrela de Cantanhez FC (Cubucaré)
- FC Canchungo (Canchungo)
- Lagartos FC (Bambadinca)
- Mavegro FC (Bissau)
- Nuno Tristão FC (Bula)
- Pelundo FC (Pelundo)
- SC Portos de Bissau (Bissau)
- Sport Bissau e Benfica (Bissau)
- Sporting Clube de Bafatá (Bafatá)
- Sporting Clube de Bissau (Bissau)
- Tigres de Fronteira (São Domingos)
- União Desportiva Internacional (Bissau)

## Historial
Font:
- 1975:  Clube de Futebol Os Balantas (1)
- 1976:  UD Internacional Bissau (1)
- 1977:  Sport Bissau e Benfica (1)
- 1978:  Sport Bissau e Benfica (2)
- 1979: títol no atorgat
- 1980:  Sport Bissau e Benfica (3)
- 1981:  Sport Bissau e Benfica (4)
- 1982:  Sport Bissau e Benfica (5)
- 1983:  Sporting Clube de Bissau (1)
- 1984:  Sporting Clube de Bissau (2)
- 1985:  UD Internacional Bissau (2)
- 1986:  Sporting Clube de Bissau (3)
- 1987:  Sporting Clube de Bafatá (1)
- 1988:  Sport Bissau e Benfica (6)
- 1989:  Sport Bissau e Benfica (7)
- 1990:  Sport Bissau e Benfica (8)
- 1991:  Sporting Clube de Bissau (4)
- 1992:  Sporting Clube de Bissau (5)
- 1993:  Sport Portos de Bissau (1)
- 1994:  Sporting Clube de Bissau (6)
- 1995: títol no atorgat
- 1996:  ADR Mansabá (1)
- 1997:  Sporting Clube de Bissau (7)
- 1998:  Sporting Clube de Bissau (8)
- 1999: no es disputà
- 2000:  Sporting Clube de Bissau (9)
- 2001: no es disputà
- 2002:  Sporting Clube de Bissau (10)
- 2003:  UD Internacional Bissau (3)
- 2004:  Sporting Clube de Bissau (11)
- 2005:  Sporting Clube de Bissau (12)
- 2006:  Clube de Futebol Os Balantas (2)
- 2007:  Sporting Clube de Bissau (13)
- 2008:  Sporting Clube de Bafatá (2)
- 2009:  Clube de Futebol Os Balantas (3)
- 2010:  Sport Bissau e Benfica (9)
- 2011:  Atlético Clube de Bissorã (1)
- 2012: no es disputà per problemes financers
- 2013:  Clube de Futebol Os Balantas (4)
- 2014:  Nuno Tristão FC (1)
- 2015:  Sport Bissau e Benfica (10)
- 2016: abandonat per problemes financers
- 2016-17:  Sport Bissau e Benfica (11)
- 2017-18:  Sport Bissau e Benfica (12)
- 2018-19:  UD Internacional Bissau (4)
- 2019-20: Cancel·lat[2]
- 2020-21:  Sporting Clube de Bissau (14)
- 2021-22:  Sport Bissau e Benfica (13)
- 2022-23:  FC Canchungo (1)